# Sam Phillips
Sam Phillips, all'anagrafe Samuel Cornelius Phillips (Florence, 5 gennaio 1923 – Memphis, 30 luglio 2003), è stato un imprenditore, produttore discografico e disc jockey statunitense.
Ritenuto uno dei più prolifici ed influenti produttori di sempre, Philips è ricordato come uno dei padri fondatori del rock and roll.
L'attività di Sam Phillips e della sua Sun Records fu fondamentale per la musica degli anni cinquanta, con il lancio di Elvis Presley, Carl Perkins, Jerry Lee Lewis, Roy Orbison, Johnny Cash, Charlie Rich.
Egli è stato inserito nella prestigiosa Rock and Roll Hall of Fame e ha vinto un Grammy Award (nel 1987) oltre a numerosi altri riconoscimenti.

## Biografia

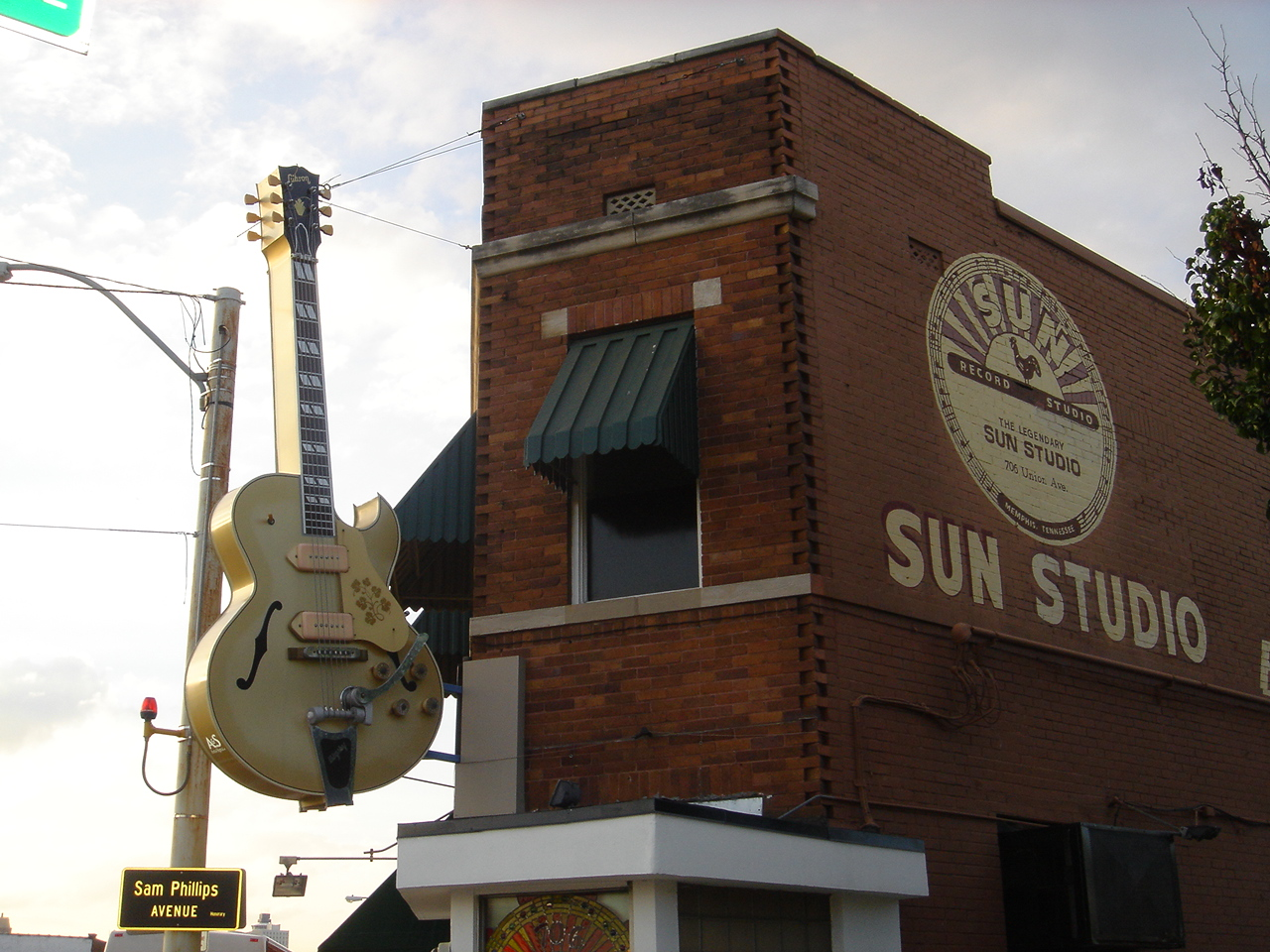
Il Sun Studio

Samuel Cornelius Phillips, nato a Florence, Alabama, nel 1923, suonatore di sousaphone per diletto, aveva dovuto interrompere gli studi di legge nel 1941 in seguito alla morte del padre. Da quel momento aveva intrapreso l'attività di DJ in giro per il sud degli Stati Uniti. Nel 1946 era approdato alla stazione radio WREC di Memphis: qui il suo compito era registrare i concerti che si tenevano ai Peabody Hotel. Lavoro che lo fornì di un bagaglio tecnico e di un'esperienza che gli sarebbero state utili quando, pochi anni dopo, avrebbe aperto il Memphis Recording Service, al 706 di Union Avenue, attrezzando un vecchio garage, che divenne il suo primo studio di registrazione. Si trattava di uno studio dove i dilettanti, a pagamento, potevano registrare i loro dischi, anche se non avevano ancora un'etichetta discografica, ma quello era l'obiettivo.
Un obiettivo che venne raggiunto quando, in società con il disc-jockey Dewey, Phillips fondò la The Phillips nel 1951 (per la quale uscì un unico disco di Joe Hill Lewis: Gotta Let You Go/Boogie in the Park), e soprattutto quando diede vita alla Sun Record, nel 1952. Fu in questi studi che venne registrato quello che è reputato il primo brano rock and roll: Rocket 88 di Jackie Brenston and his Delta Cats (scritto da Ike Turner). I primi dischi dell'etichetta non fecero grande successo: Blues in my condition di Jackie Boy and Little Walter, pur registrato, non fu pubblicato; Drivin' slow di Johnny London, Dreary nights di Walter Bradford e Got my application baby di Gay Garth fecero circolare un poco il nome della neonata etichetta, ma senza grandi successi.
Nel marzo del 1953, tuttavia, Bear Cat di Rufus Thomas giunse in vetta alle classifiche di rhythm'n'blues, rappresentando il primo di una lunga serie di successi. I primi dischi della Sun furono tutti di artisti di colore (i Prisonaires di Just Walkin' in the Ram, Littie Junior Parker con le sue Feelin' Good e Mistery Train, poi ripresa da Presley), ma alla fine del 1953 Phillips iniziò a prendere in considerazione l'eventualità di “aprire” anche alla musica bianca. Mise sotto contratto qualche gruppo e qualche cantante hillbilly (i Ripley Cotton Choppers, Earl Peterson, Doug Poindexter, Hardrock Gunter...) ma ciò che cercava era “un bianco con il sound e il feeling di un nero”.
Dovette aspettare il 5 luglio 1954 perché ciò accadesse: fu quello il giorno in cui negli studi entrò un timoroso e giovanissimo Elvis Presley, personaggio destinato a rivoluzionare il mondo della musica. Lo scoprì e lo lanciò, pubblicando nel 1954, proprio per la Sun Records, il suo primo singolo That's All Right, Mama/Blue Moon of Kentucky.
La fama portata alla Sun dal successo di Presley (That's All Right Mama, Mistery Train, Good rockin' tonight e I Forgot to Remember to Forget furono i suoi primi successi) fece sì che Memphis diventasse la meta di centinaia di giovani musicisti desiderosi di replicare il successo del futuro “Re del rock'n'roll”. Non era facile riuscire a capire chi, tra di loro, valesse qualcosa, ma Phillips non sbagliò quasi mai un colpo. Mise sotto contratto, tra gli altri, Johnny Cash, Carl Perkins, Jerry Lee Lewis, Warren Smith, Charlie Feathers e Roy Orbison dando loro una piccola etichetta locale. Dopo altri nove singoli con Elvis, nel 1956 vendette il contratto di Presley per la cifra allora stratosferica (per un artista promettente, sì, ma non ancora affermato) di 35.000 dollari alla RCA. Questo permise a Presley di raggiungere in breve la popolarità mondiale e a Phillips, che fino a quel momento era stato assorbito completamente dalla produzione di Elvis, di dedicarsi anche ad altri progetti musicali.
I soldi della RCA furono così investiti, nel ‘56, su due altri futuri “grandi” che non gli avrebbero fatto mancare soddisfazioni e guadagni: Carl Perkins e Johnny Cash. Sempre in quell'anno furono avviate le carriere di Roy Orbison, Warren Smith e Sonny Burgess. Solo all'inizio del 1957, però, tra tutti i puledri di razza della scuderia di Phillips, iniziò a mettersene in luce uno che pareva avere veramente la stoffa del grande campione: si chiamava Jerry Lee Lewis e il suo successo, grazie a dischi come Crazy Arms, It'll Be Be, e soprattutto Great Balls of Fire, fu tale da fare designare quel pianista “pazzo” come il più accreditato successore di Elvis.

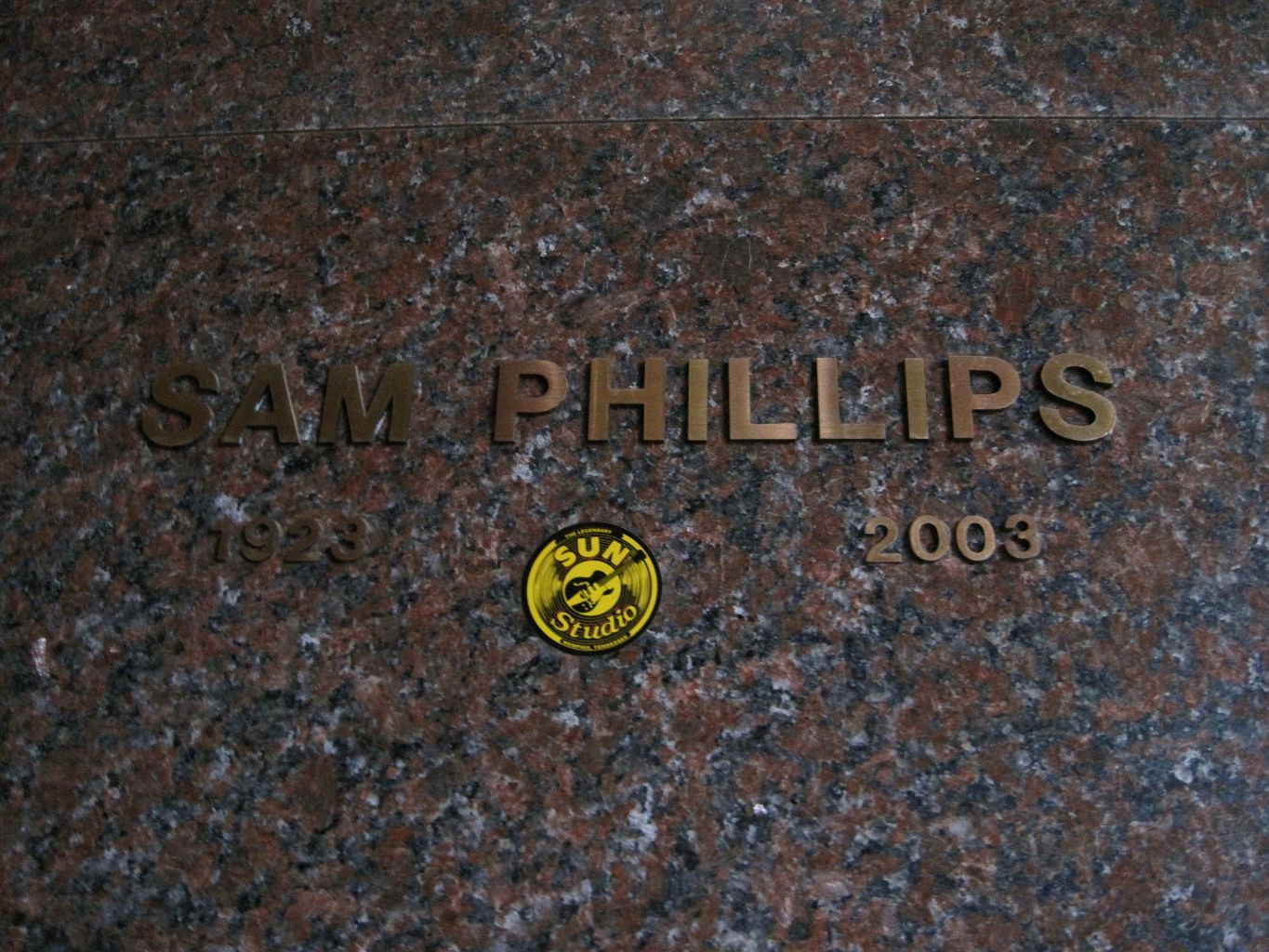
La tomba di Sam Phillips

Per Phillips, dunque, le cose andavano bene, ma a metà del 1958 la stampa scoprì che la giovane moglie di Lewis aveva solo tredici anni e, per di più, era sua cugina. Lo scandalo fu tale che di fatto determinò la fine della carriera del rocker e l'inizio del declino della Sun. Da quel momento fino alla fine del decennio, comunque, non mancheranno altri grandi successi come Raunchy di Bili Justice, Mona Lisa di Carl Mann, Lonely Weekends di Charlie Rich. Nel frattempo, però, gli artisti maggiori si erano trasferiti ad altre etichette (Perkins e Cash si erano accasati alla Columbia) così come se ne erano andati alcuni dei tecnici e degli arrangiatori fondamentali per il celebrato “Sun Sound”. L'etichetta sopravvive fino al 1968, poi Phillips chiuderà definitivamente i battenti più interessato alla gestione di due stazioni radio che aveva acquistato, la WAGI e la WHEE, e agli investimenti immobiliari che lo portarono a diventare uno degli azionisti della catena Holiday Inn.
Dopo essersi ritirato dalla carriera discografica nel 1962, vendette la Sun nel 1969 al produttore di Nashville Shelby Singleton. Dopo un lungo periodo di ombra, almeno nel settore musicale, nel 1986 venne riconosciuto ufficialmente “Patriarca del Rock'n'roll” ed inserito accanto ai grandi di questo genere musicale (Elvis Presley, Jerry Lee Lewis, Chuck Berry, Little Richard, Fats Domino, Ray Charles, ecc.), nella “Rock'n'roll Hall of fame”.
Sam Phillps morì all'ospedale St. Francis di Memphis all'età di 80 anni per una crisi respiratoria il 30 luglio 2003. Il giorno dopo gli originali Sun Studio furono inseriti nella National Historic Landmark, la lista dei luoghi statunitensi tutelati per il loro rilievo storico.